# Lavelanet
Lavelanet (occitană L'Avelhanet) este o comună în sudul Franței, situată în departamentul Ariège, în regiunea Midi-Pirinei. 

## Personalități născute aici
- Fabien Barthez (n. 1971), fotbalist.

1. ↑  répertoire géographique des communes, accesat în 26 octombrie 2015
2. ↑  dataset of postal codes in France, 1 octombrie 2018